# Linda Bakker
Linda Bakker (Rustenburg, 13 febbraio 1993) è una calciatrice olandese, di ruolo centrocampista.

## Carriera

### Club
Linda Bakker si avvicina al calcio fin da giovanissima, iniziando l'attività giocando nelle giovanili del Dynamo, trasferendosi in seguito al SVW '27 e infine al Reiger Boys, società con la quale viene inserita in rosa anche con la squadra titolare dalla stagione 2009-2010 facendo il suo debutto in Hoofdklasse, l'allora secondo livello del campionato olandese femminile di calcio.
Nell'estate 2010 sottoscrive un accordo con l'AZ Alkmaar per giocare in Eredivisie, il livello di vertice del campionato nazionale, disputando nella stagione 2010-2011 18 incontri in campionato, dove è andata a segno in due occasioni, e vincendo la KNVB beker vrouwen, la Coppa di categoria.
Terminati gli impegni con la società di Alkmaar, nel 2011 Bakker decide di trasferirsi negli Stati Uniti d'America per perfezionare gli studi presso la Loyola Marymount University di Los Angeles, California, entrando a far parte del suo programma sportivo e vestendo la maglia del Loyola Marymount Lions nel campionato di calcio universitario gestito dalla National Collegiate Athletic Association (NCAA).
Durante il calciomercato estivo 2012 Bakker formalizza il suo rientro nei Paesi Bassi sottoscrivendo un accordo con l'Ajax per giocare nella neoistituita BeNe League, il campionato congiunto organizzato dalle federazioni calcistiche belga e olandese, rimanendo per due stagioni e condividendo con le compagne la vittoria della Coppa di lega olandese al termine dell'edizione 2013-2014.
Dell'estate 2014 è il suo trasferimento al Telstar di Velsen, dove gioca l'ultima edizione della BeNe League prima della sua dissoluzione e dove la squadra si classifica al sesto posto assoluto, rimanendo legata alla squadra anche per le due successive stagioni della rifondata Eredivisie concluse entrambe al quinto posto.
Dalla stagione 2017-2018 si trasferisce nuovamente all'Ajax, condividendo con le compagne la conquista del double campionato-coppa, e rinnovando il contratto fino al 2020.

### Nazionale
Bakker inizia ad essere convocata dalla federazione calcistica dei Paesi Bassi (Koninklijke Nederlandse Voetbal Bond - KNVB) fin dal 2010, inizialmente inserita in rosa con la formazione Under-17, dove scende in campo nel corso delle qualificazioni all'Europeo di categoria 2011 debuttando da titolare il 10 marzo, in occasione dell'incontro pareggiato 0-0 con le pari età della Svizzera. Ottenuto l'accesso alla fase finale per la prima volta nella loro storia sportiva, le oranje perdono sia la semifinale con la Spagna, 3-0 per le iberiche, che la finale per il terzo posto con la Spagna, 3-0 per le tedesche, con Bakker impiegata in entrambi gli incontri.
Quello stesso anno viene convocata nella formazione Under-19 impegnata nelle qualificazioni all'Europeo di Italia 2011. Dopo aver giocato quattro dei sei incontri della fase di qualificazione, dove segna anche tre reti, condivide con le compagne l'accesso alla fase finale. La squadra, inserita nel girone B, non riesce a superare la fase a gironi, ottenendo un solo pareggio e due sconfitte e venendo così eliminata: in quell'occasione Bakker scende in campo in tutti i tre incontri.

## Palmarès
- Campionato olandese: 1

Ajax: 2017-2018
- Coppa dei Paesi Bassi: 3

AZ Alkmaar: 2010-2011
Ajax: 2013-2014, 2017-2018